# Chrysocestis
Chrysocestis este un gen de insecte lepidoptere din familia Uraniidae.

Cladograma conform Catalogue of Life:
| Chrysocestis | \| \| Chrysocestis bisignata \| \| \| \| \| \| Chrysocestis fimbrialis \| \| \| \| \| \| Chrysocestis fimbriaria \| \| \| \| \| \| Chrysocestis imperata \| \| \| \| \| \| Chrysocestis institata \| \| \| \| |
|              | \| \| Chrysocestis bisignata \| \| \| \| \| \| Chrysocestis fimbrialis \| \| \| \| \| \| Chrysocestis fimbriaria \| \| \| \| \| \| Chrysocestis imperata \| \| \| \| \| \| Chrysocestis institata \| \| \| \| |
|              | Chrysocestis bisignata |
|              | |
|              | Chrysocestis fimbrialis |
|              | |
|              | Chrysocestis fimbriaria |
|              | |
|              | Chrysocestis imperata |
|              | |
|              | Chrysocestis institata |
|              | |